# برباريسية
البرباريسية أو البرباريسيات (الاسم العلمي: Berberidaceae) هي فصيلة من النباتات تتبع رتبة الحوذانيات من طائفة ثنائيات الفلقة.
وهي فصيلة تضم 15 جنس من النباتات المزهرة يتفرعون إلى حوالي 570 نوع، ومعظمهم (450) من البرباريس. الأنواع تشمل أشجار، شجيرات ونباتات عشبية معمرة.

## معرض صور

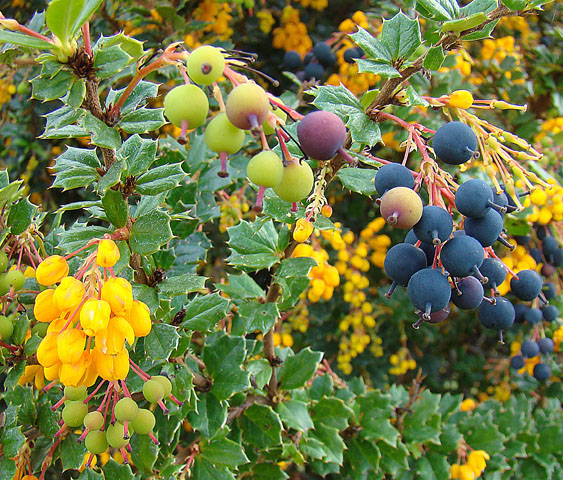
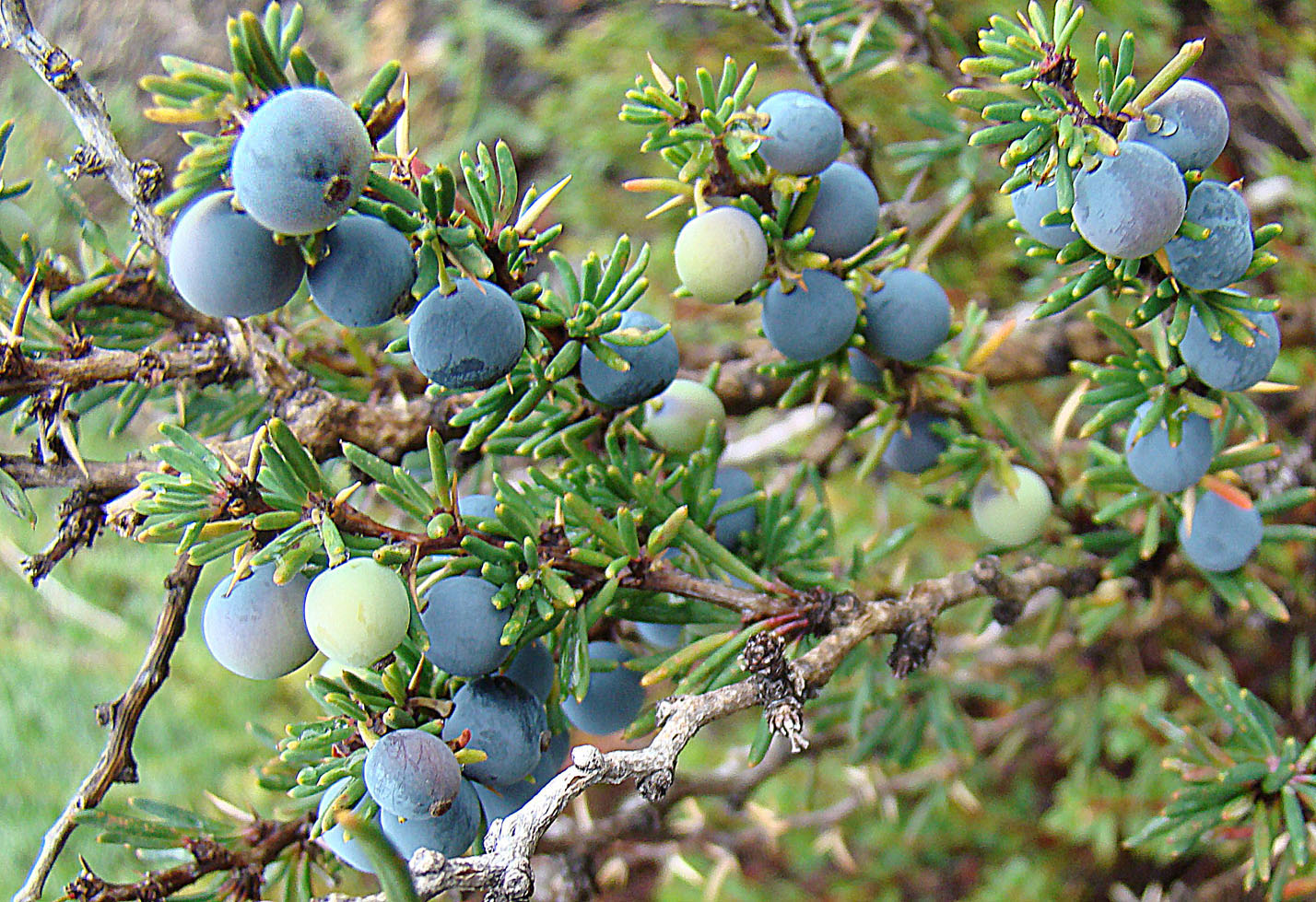
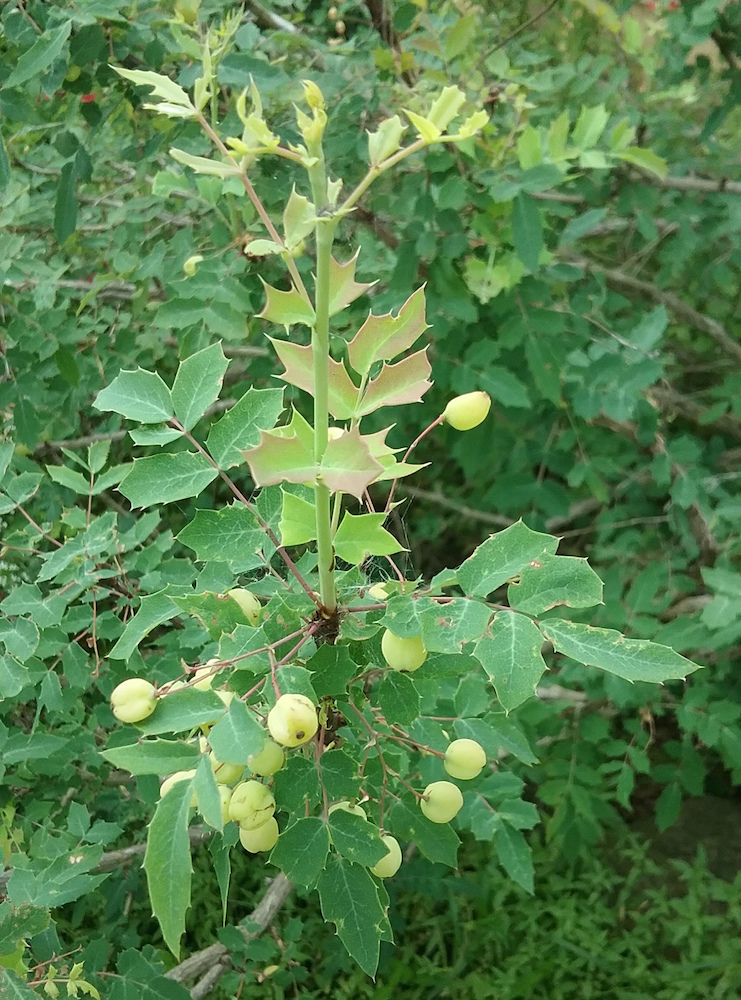

## التصنيف
- البرباريساوات
  - البرباريس
- النانديناوات
  - الناندين

## روابط خارجية
- Berberidaceae, Leonticaceae, Nandinaceae, Podophyllaceae in L. Watson and M.J. Dallwitz (1992 onwards), The families of flowering plants.
- Berberidaceae links نسخة محفوظة 13 أكتوبر 2008 على موقع واي باك مشين.
- NCBI Taxonomy Browser: Berberidaceae
- Flora of North America: Berberidaceae
- Chilean Berberidaceae, by Chileflora